# ウォルト・ディズニーの約束
『ウォルト・ディズニーの約束』（ウォルト・ディズニーのやくそく 原題: Saving Mr. Banks 直訳:『バンクス氏の救済』）は、ジョン・リー・ハンコック監督による2013年のアメリカ合衆国・イギリス・オーストラリアの伝記・ドラマ映画である。1964年のディズニー映画『メリー・ポピンズ』の製作背景を描いており、エマ・トンプソン、トム・ハンクス、ポール・ジアマッティ、ジェイソン・シュワルツマン、ブラッドリー・ウィットフォード、コリン・ファレルが出演した。
ウォルト・ディズニー・ピクチャーズのアリソン・オーウェンがプロデューサーを務め、他にBBCフィルムズとエッセンシャル・メディアも参加した。

## 物語
『メアリー・ポピンズ』シリーズの作者、パメラ・トラヴァースを中心とした物語であり、1907年に彼女がオーストラリアのクイーンズランド州で過ごした幼少時代と、1961年にウォルト・ディズニーと『メリー・ポピンズ』映画化の交渉をする過程が描かれる。
1961年ロンドン。トラヴァースは、『グルジエフの教え』を前に考え事をしている。スランプに陥り、新作が書けなくなったことで、金銭的に窮乏した彼女は、エージェントの強い勧めもあり、ウォルト・ディズニーからの『メアリー・ポピンズ』第1作の映画化についての、20年来の申出を受けることを「検討」することにしたのだった。
「アニメはご法度。ミュージカルもダメ。脚本は原作者の承認を得ること」。ディズニーにとっても異例の条件ではあったが、「必ず『メアリー・ポピンズ』を映画化する」という娘との約束を果たしたいディズニーは承諾する。
ロサンゼルスの空港には運転手のラルフが迎えに来る。「晴れてよかった」という彼に、夫人は「私が天気にしたわけじゃないし、雨は生き物を育てるのよ」と返す。ラルフは苦笑いするばかりであった。ディズニーの用意したホテルに案内されたトラヴァースは、部屋一杯のディズニー・キャラクターのぬいぐるみに腹を立て、クローゼットに押し込める。テレビには『名犬ラッシー』が流れ、チャンネルを変えるとウォルトがテレビの『ディズニーランド』で案内している。ベッドに鎮座する大きなミッキーマウスの人形は、窓際に追いやり「反省」を促すのだった。フルーツバスケットに盛られたセイヨウナシを見たトラヴァースは顔色を変え、眼下のプールに投げ捨てる。それは彼女に父にまつわる悲しい思い出を思い出させるのだった。
『メリー・ポピンズ』の子供たちの父親バンクス氏のモデルとなったパメラ・トラヴァースの父親は、銀行の支店長であった。アイルランド人の彼は、自分達にはケルト人の魂があると言い、幼いパメラを「ギンティ」と呼び、詩作と空想の世界に遊ぶ楽しさ、大切さを教えたパメラにとって大事な人物だった。父親の転勤に伴い、一家はオーストラリアの野原の一軒家に引っ越す。銀行の経営と家族との生活の重責に苦しむ父親は、次第に酒におぼれるようになる。銀行主催のフェスティバルでプレゼンターを任された彼は、景気づけに酒を飲み泥酔して舞台に登場、ろれつの回らないスピーチをした挙句、舞台から転落して寝たきりになる。彼の体は既にぼろぼろであり、咳に血が混じるまでになっていた。パメラは父親を元気付けようと、学校で表彰された詩を見せるが、彼は「イェイツには及ばない」と拒絶する。隠した酒をパメラが父親に渡したことがきっかけで絶望した母親は入水自殺を図るが、追いかけてきたパメラの呼びかけに我に返る。メアリー・ポピンズよろしくやってきた、きびきびとしたエリー叔母さんが、新しい薬を一杯持ってやって来て、一家総出で家の掃除を始めたことで、一家に少し明るい光が見えてきた矢先、パメラが父親のためにセイヨウナシを買いに出ていた間に、父親は亡くなってしまう。
翌日、ラルフの車で製作会社に赴いたトラヴァースは、脚本家のドン・ダグラディと作曲家のシャーマン兄弟の出迎えを受ける。ミュージカルは許可しない条件を反故にされたとトラヴァースは怒るが、ディズニーは原作を汚さないことを約束する。自分の指示を確かなものにするため、打ち合わせ内容はすべて録音することを要求するトラヴァース。ディック・ヴァン・ダイクの出演は駄目、作曲した「チム・チム・チェリー」を聞かせても駄目、細かいことを「重要な問題ですか」と言うと外に追い出される。「画面に赤色は使うな」とごね、原稿まで捨ててしまう。映像化されないト書きの表現にまで口を出すトラヴァースを、ディズニー側ももてあまし始める。しかし、トラヴァースの厳しい注文に対応する中で、新しいアイデアが生まれ、映画『メリー・ポピンズ』は形になり始める。
ディズニーランドへ案内するとの申出を、一旦は断ったトラヴァースであったが、ラルフの車はディズニーランドへ向かい、出迎えたウォルト本人にメリーゴーラウンドに乗せられる。ラルフからは、体の不自由な娘がいること、晴れた日には外に出してやれるので晴れることがうれしいこと、娘が『メアリー・ポピンズ』の大ファンであることを聞き、親近感を抱いた夫人の態度は、少し軟化したように思われた。
気難し屋の父親で銀行家のバンクス氏が、子供のために凧を修理するエピソードを気に入り、作曲家たちと劇中歌を歌う夫人だが、ダンスするペンギンの映像をどうするか、という話からアニメが挟まれると知り、激怒して帰国する。物思いにふけるトラヴァースの自宅をディズニーが訪問する。トラヴァースが、本名「ヘレン・ゴフ」を名乗らず、父の名前「トラヴァース」を名乗っていることを知り、次の便で追いかけてきたのだった。ディズニーは同じアイルランド系移民で厳しかった父親との確執と、貧しく辛かった少年時代の話をする。現実では救えなかった何十人もの「バンクス氏」のために、映画ではバンクス氏を「救おう」、そうすることで皆励まされるだろうと語りかけるディズニーに、ついにトラヴァースも折れる。
何かが吹っ切れたのか、ポピンズものの新作『メアリー・ポピンズのお料理教室』の執筆を始めた夫人。映画は完成したが、どうせ来ないだろうとハリウッドの試写会には呼ばれず、それならばと行く予定もなかった彼女だが、エージェントからポピンズだったらどうするかと問われ、チャイニーズ・シアターでの試写会に押しかける決意をする。
滞在しているホテルから会場に向かうために、ホテルの人にタクシーを呼んでもらうが、ラルフが迎えに来てくれる。会場では、白雪姫などのグリーティング的なものやインタビューなどが行われていた。夫人はミッキーマウスと腕を組んで建物の中に入る。ディックが出演し、ペンギンのダンスはアニメーションであったが、それでも夫人は笑い、泣き、映画の出来ばえに満足するのだった。
エンドロール。テープレコーダーが映り、ディズニースタッフとトラヴァースの実際の交渉の肉声が流れる。

## 配役
※括弧内は日本語吹替
- P.L.トラヴァース: エマ・トンプソン[10]（塩田朋子） - イギリスの女性作家。
- ウォルト・ディズニー: トム・ハンクス（安原義人） - ハリウッドの映画製作者。
- ラルフ: ポール・ジアマッティ[11][12]（石住昭彦） - リムジン運転手。
- トラヴァース・ゴフ: コリン・ファレル[13][14]（津田健次郎） - トラヴァースの父親。銀行員。
- リチャード・シャーマン: ジェイソン・シュワルツマン[15]（小森創介） - 作詞家。
- ドン・ダグラディ: ブラッドリー・ウィットフォード[9]（根本泰彦） - 脚本家。
- マーガレット・ゴフ: ルース・ウィルソン[16]（高橋理恵子） - トラヴァースの母親。
- ロバート・シャーマン: B・J・ノヴァク[15]（下崎紘史） - 作曲家。リチャードの兄。
- ドリー: メラニー・パクソン（英語版）(中川里江) - ウォルトの秘書
- ギンティ: アニー・ローズ・バックリー（大室佳奈） - トラヴァースの幼少期。
- ジュリー・アンドリュース: ヴィクトリア・サマー（英語版）[17] - メリー・ポピンズ役の女優。
- ディック・ヴァン・ダイク: クリストファー・カイアー - バート役の俳優。
- トミー: キャシー・ベイカー[9][16] - 社長室長。
- エリーおばさん: レイチェル・グリフィス[16]（相沢恵子） - マーガレットの姉[注 4]。
- リリアン・ディズニー（英語版）: デンドリー・テイラー - ウォルトの妻。

## 製作

### 企画
2002年、オーストラリア人プロデューサーのイアン・コリーはP.L.トラヴァースのドキュメンタリー映画『The Shadow of “Mary Poppins”』を製作した。製作段階でコリーは「明らかな伝記映画」の要素があることに気づき、オーストラリアのプロダクションであるエッセンシャル・メディアにスー・スミスの脚本で長編映画化すべきであると持ちかける。この企画はBBCフィルムズおよびRuby Filmsのアリソン・オーウェンの興味を引くこととなる。BBCフィルムズは企画への融資を決め、オーウェンは脚本の共著者としてケリー・マーセルを起用する。
マーセルの草稿ではトラバースと彼女の息子（養子）に関わるサブプロットが削除され、また物語をトラバースとディズニーによる製作争いとトラバースが抱える子供時代の問題との取り組みの二筋に分けられていた。しかし、このマーセル版は明らかにウォルト・ディズニー・カンパニーの許諾なくしては使用不可能である音楽および映像の知的財産権にあたる部分を大きく取り上げていた。「ディズニーという大きな壁を見て見ぬふりしていたよ。」コリーはそう回想している。「ウォルト・ディズニーは映画のキーとなるキャラクターだったし、メリー・ポピンズからいくつか音楽も使用したかった。いずれはディズニーに伺いを立てなければならないのは皆わかっていたよ。」
2011年7月、イタリアのイスキア映画祭にてオーウェンはジャズミュージシャンのコーキー・ヘイルと会う。『メリー・ポピンズ』の作曲を務めたシャーマン兄弟のリチャード・シャーマンとは近所づきあいがあるというヘイルがシャーマンに脚本を渡すことを提案。ヘイルに渡された脚本を読んだシャーマンは企画を支持する。
その後マーセルの脚本は出来が良いにもかかわらず製作には至っていないために、プロデューサーたちからランクリン・レオナルドの「ブラック・リスト」に投票された。
2011年11月、ウォルト・ディズニー・スタジオの製作社長であるショーン・ベイリーはマーセルの脚本の存在を知らされる。ベイリーはディズニーCEOのボブ・アイガーを含むスタジオ重役たちと共に製作の可能性について議論した。スタジオ会長のアラン・F・ホルンはスティーブ・ジョブズからの言葉を借りて映画を「brand deposit」と称した。アイガーは映画化を許可し、ウォルト・ディズニー役としてトム・ハンクスと連絡を取った。ウォルト・ディズニーがメジャー映画で描かれるのは初めてのことである。役を引き受けたハンクスは、「ピカソやチャップリンと同じく世界に影響を与えてきた人物を演じる機会」だと考えたという。ハンクスはウォルト・ディズニー・ファミリー博物館を何度か訪れ、ディズニーの元従業員や、また娘のダイアン・ディズニー・ミラーを含む親族たちにインタビューを行っている。メリル・ストリープとの交渉に失敗した後の2012年4月、エマ・トンプソンがP・L・トラバース役の最終交渉に入った。トンプソンは自身が演じた中で最も難しい役柄の1つであり、「彼女はとてつもない複雑さと矛盾を抱えた女性だった」と述べている。また「悲しみについて、彼女は非常に優れたエッセイを書いている。彼女は実際、非常に悲しい女性だった。つらい幼少期を過ごした人よ。父親はアルコール中毒で、母親は自殺を試みて。彼女は生涯をまさしく深い悲しみの中で過ごしたのではないかしら。それ故に多くを成し遂げたのよ。」とも。
ウォルト・ディズニー・ピクチャーズの承認によって、製作チームはトラバース、ディズニー、シャーマン兄弟そして脚本の共同著者ドン・ダグラディらのやり取りが含まれる『メリー・ポピンズ』の企画開発中の音声録音と1940年代から1960年代にかけてのトラバースとディズニーの書簡の利用が可能となった。当初、監督のジョン・リー・ハンコックはディズニーの関与について、創始者の有利になるよう脚本を手直しするのではないかという疑念を持っていたという。しかしマーセルは、ディズニー側は「明らかに脚本への参与や不都合な描写の削除、またウォルトを変えてしまうことを望んではいなかった」としている。ウォルト・ディズニーに関する描写についていかなる干渉も受けなかったものの、ディズニー側は喫煙シーンを省くことを強く要求した。これは自社映画から直接的な喫煙描写を排除するという会社理念によるものであり、また、アメリカ映画協会によるレイティング指定を避けるためである。

### 撮影
主要撮影は2012年9月19日に始まった。一部の撮影は当初はオーストラリアのクイーンズランド州である予定だったが、結局全撮影はディズニーランドやバーバンクのウォルト・ディズニー・スタジオを含むロサンゼルス内で行われた。撮影は2012年11月22日に完了した。ディズニーランドの場面のために、眠れる森の美女の城、メインストリートUSA、ファンタジーランド、アストロ・オービターなどのアトラクションの動作が一時停止された。パークのキャストたちもエキストラとして雇われた。

## 公開
予告編は2013年7月10日に公開された。
ワールド・プレミアは2013年10月20日にロンドン映画祭で行われた。

## 評価

### 映画批評家の反応
ロンドンでの試写会上映の際には批評家から高評価され、特に脚本、ジョン・リー・ハンコックの演出、演技（主にトンプソンとハンクス）が賞賛された。
映画批評サイトのRotten Tomatoesには230件のレビューがあり、批評家支持率は80％、平均点は10点満点で8.4点となっている。

## サウンドトラック
ウォルト・ディズニー・レコードはトーマス・ニューマン作曲によるサウンドトラック盤を2013年12月10日に発売された。